# Distrito de Ringkjøbing
El distrito de Ringkjøbing (Ringkjøbing Amt en danés) era uno de los 16 distritos en que se dividía administrativamente Dinamarca hasta 2006. Comprendía parte de la zona occidental de la península de Jutlandia. Su capital era la ciudad de Ringkøbing. Para evitar confusión entre el nombre del distrito y el de su capital, el distrito utilizaba el término Ringkjøbing, que corresponde al nombre de la ciudad pero con una ortografía arcaica.
A partir del 1 de enero de 2007, el distrito fue integrado en la nueva región de Midtjylland, como parte de la reforma administrativa implementada en el país.
Estaba compuesto por 18 comunas:
| - Aaskov - Avlum-Haderup - Brande - Egvad - Herning - Holmsland - Holstebro - Ikast - Lemvig | - Ringkøbing - Skjern - Struer - Thyborøn-Harboør - Thyholm - Trehøje - Ulfborg-Vemb - Videbæk - Vinderup |